# ديفيد باديا
ديفيد باديا (بالإسبانية: David Padilla Arancibia)‏ (و. 1927 – م - 26 سبتمبر 2016) هو سياسي من بوليفيا ولد في سوكري. تولى منصب رئيس بوليفيا.